# Pandanus de-lestangii
Pandanus de-lestangii là một loài thực vật có hoa trong họ Dứa dại. Loài này được Martelli miêu tả khoa học đầu tiên năm 1926 publ. 1927.